# Унгуряну, Михай Рэзван
Михай Рэзван Унгуряну (рум. Mihai-Răzvan Ungureanu; род. 22 сентября 1968, Яссы) — румынский государственный и политический деятель, бывший премьер-министр Румынии (февраль-апрель 2012), ранее занимал пост министра иностранных дел и главы национальной разведки.
В 1992 окончил историко-философский факультет Ясского университета. В 2004 году получил докторскую степень по истории.
В 2004 году вступил в Национал-либеральную партию.
Утверждён парламентом на посту премьер-министра 9 февраля 2012 года, вскоре после того, как правительство Эмиля Бока ушло в отставку после массовых протестов в стране.
27 апреля 2012 года парламент Румынии отправил в отставку правительство Михая-Рэзвана Унгуряну. За отставку правительства проголосовали 235 депутатов, причем помимо парламентариев от оппозиционного Социал-либерального альянса за вотум недоверия Кабмину проголосовали и часть депутатов от правящей Демократической либеральной партии, которые заявили о присоединении к оппозиции.Таким образом, Михай Рэзван Унгуряну занимал пост премьер-министра Румынии 78 дней и вошел в историю как премьер-министр с самым коротким периодом мандата.

## Награды
- Офицер ордена Звезды Румынии (2011)[3]
- Кавалер ордена Звезды Румынии (2008)[3]
- Великий офицер ордена «За дипломатические заслуги» (2007)[3]